# Raitri

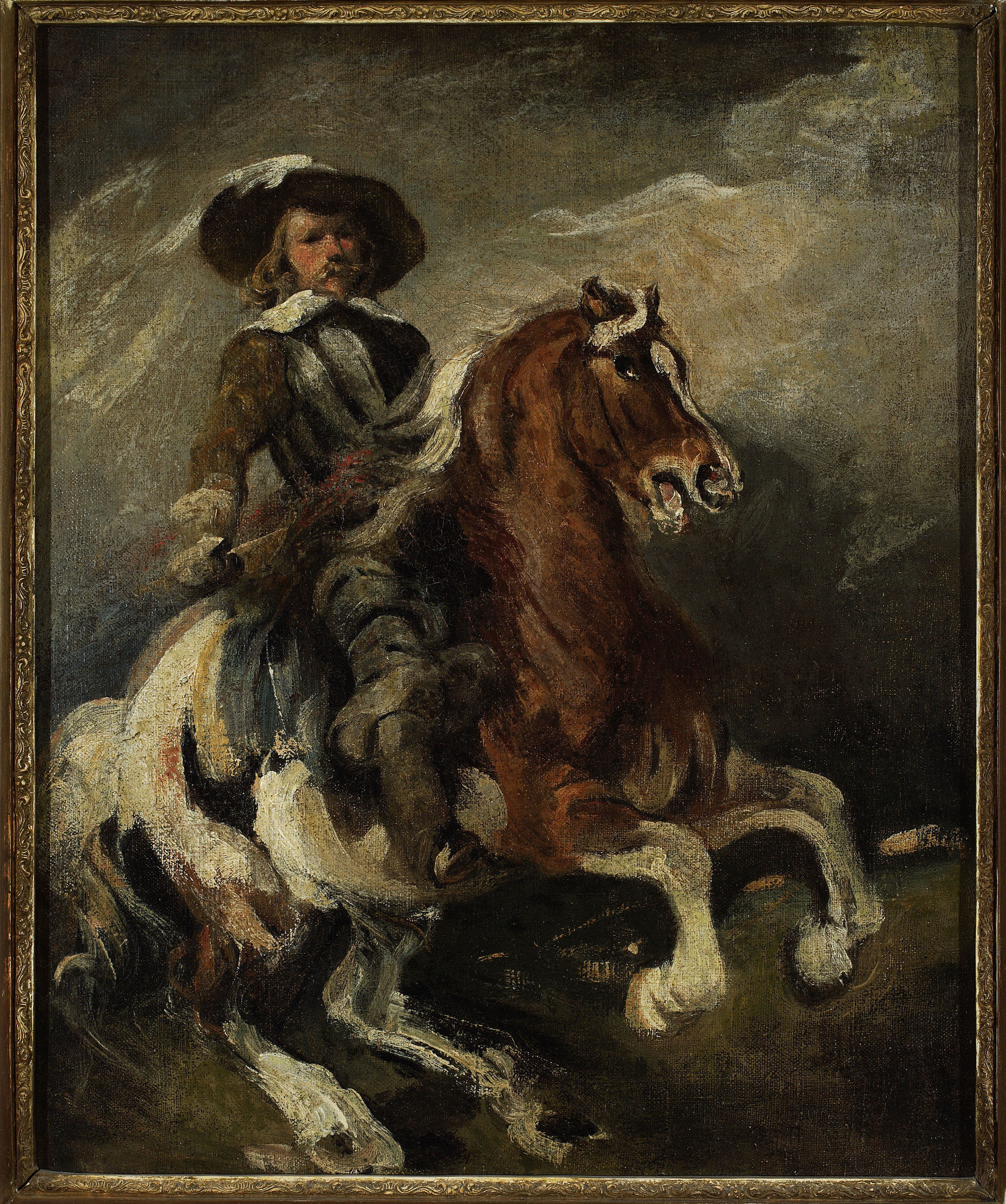
Reiter - Piotr Michałowski.

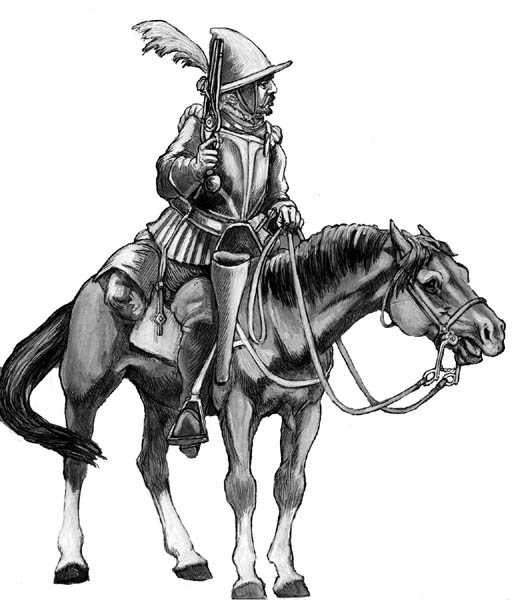
Reiter

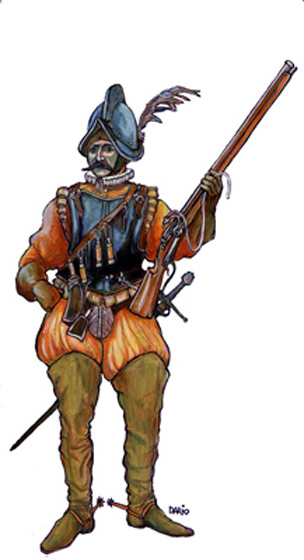
Arkebusierreiter appiedato

Raitri è l'italianizzazione del vocabolo di lingua tedesca Reiter, genericamente traducibile come "cavaliere" ma indicante, nello specifico, gli Schwarze Reiter (letteralmente, "cavalieri neri" causa il colore della loro corazza pettorale), soldati tedeschi di cavalleria leggera introdotti negli eserciti dell'Europa occidentale del XVI secolo.
Presumibile evoluzione dei carabins spagnoli attivi in Francia ai primordi del Cinquecento, i raitri elevarono le armi da fuoco allo status di armi primarie, da cui il nome proprio di "Pistolieri" in lingua italiana. Montati su piccoli cavalli e solitamente protetti da un'armatura molto più leggera di quella dei corazzieri, i raitri erano armati di schioppetto, petrinale, coppia di pistole a ruota ed una lunga spada, la Reitschwert, sviluppata dalla spada bastarda basso-medievale.
Originari della Sassonia, i raitri, come le antiche compagnia di ventura, prendeva il soldo fuori del loro paese. Militarono infatti in Francia durante le guerre di religione francesi, nelle Fiandre durante la Guerra degli Ottant'Anni ed in molti altri paesi: Polonia, Svezia, ecc. Organizzati in cornette e squadroni, combattevano in corpi di 500-600 uomini al comando di un colonnello.

## Storia
Le prime unità di Reiter originarono in Sassonia ai primordi del XVI secolo. Si trattò, con buona probabilità, di una evoluzione tedesca dei carabins, cavalieri mercenari spagnoli armati di pistola a ruota ed archibugio, attivi in quei medesimi anni nel Regno di Francia e nel Regno di Inghilterra. Le file dei Reiter mantennero sempre, nel corso della loro storia, una forte connotazione nazionalistica: difficilmente gli Schwarze Reiter assoldarono coscritti di nazionalità non tedesca. Ciò nonostante, i Reiter, come le compagnie di ventura del XIV secolo e del Rinascimento, servirono spesse volte al di fuori dei confini del Sacro Romano Impero Germanico: li troviamo al servizio del Regno di Francia, del Regno di Svezia, della Confederazione Polacco-Lituana (rajtaria in lingua polacca) e persino del Granducato di Moscovia (post-1630).
Utilizzati sia dalle forze degli Asburgo che dei Valois durante le Guerre d'Italia, i Reiter iniziarono ad essere chiamati "Raitri" nei documenti prodotti dagli ambasciatori dello Stato Pontificio e della Repubblica di Venezia a partire dalla seconda metà del Cinquecento. Il protonotario apostolico Francesco Brabante, ambasciatore di Papa Pio V in Francia nel biennio 1570-1571, riportava al pontefice che Carlo IX di Francia aveva pacificato la contesa tra cattolici e protestanti onde cavar de mano all'ugonotti li denari e li ha imprestati per pagar quelli raitri, li quali havea con esso loro, li quali disiderava levarseli da lì occhi. Una ventina d'anni (1595) dopo anche l'ambasciatore veneto Pietro Duodo (1554-1610) riporta alla Serenissima che i raitri ogni giorno reclamano perché non soddisfatti delli crediti di loro spettanza con il sovrano Enrico IV di Francia.
In Francia, i Reiter erano arrivati attirati dalla promessa di profitto che le locali guerre di religione avevano fomentato nella maggior parte della soldataglia mercenaria d'Europa. A prescindere dal loro credo religioso, i Reiter servirono sia sotto condottieri cattolici che protestanti. Enrico di Guisa se ne servì abbondantemente per le decisive vittorie nella Battaglia di Vimory (26 ottobre 1587) e nella successiva Battaglia di Auneau (24 novembre). Enrico di Navarra fece lo stesso.
A partire dalla seconda metà del XVII secolo, i Reiter furono gradualmente fusi in reggimenti di cavalleria generici e non furono più visti come una classe distinta di cavalleria.

## Armamento
Le armi principali dei pistolieri erano, per l'appunto, le pistole a ruota, due o anche più, lo schioppetto o il petrinale (arma ibrida tra la pistola e lo schioppo sviluppata in Catalogna), e la Reitschwert, una lunga spada pare derivata dalla spada bastarda basso-medievale.
Alcuni Reiter portavano una variante dell'archibugio appositamente studiata per le forze di cavalleria, la carabina. Questa tipologia di truppa, massicciamente diffusasi durante il Seicento nel Regno d'Inghilterra ed in Svezia, si connaturò come un corpo specifico, noto come Arkebusierreiter (Harquebusiers in lingua inglese).
A difesa del proprio corpo, il Reiter indossavano un elmetto (morione, borgognotta o cappellina) ed una corazza pettorale. I mercenari più abbienti, come di consueto, integravano all'armamento di base anche componenti aggiuntive per la protezione delle braccia e delle gambe: panziera, cosciale ecc.

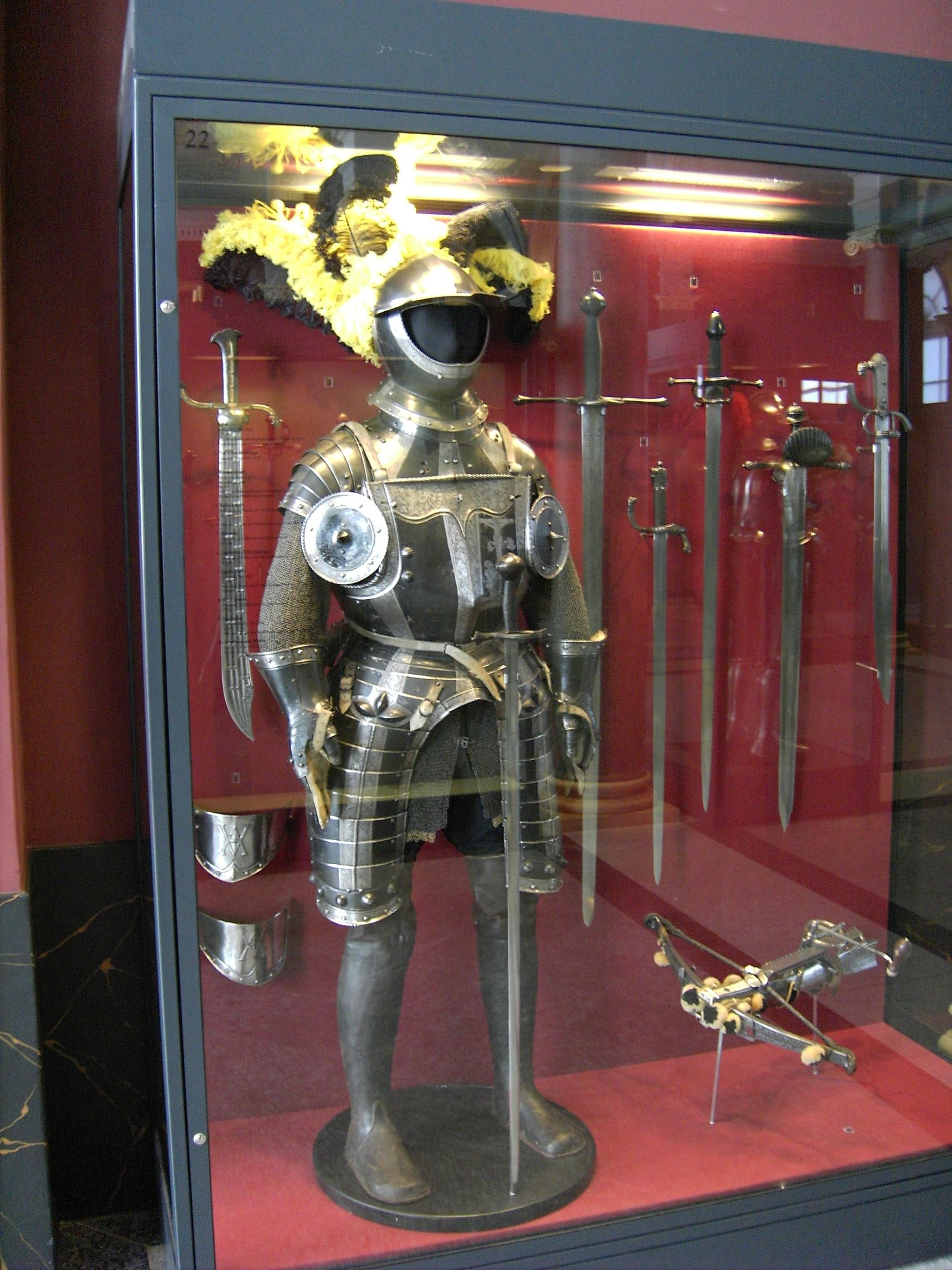
Ricca panoplia da Reiter del XVI secolo - Zwinger Museum di Dresda
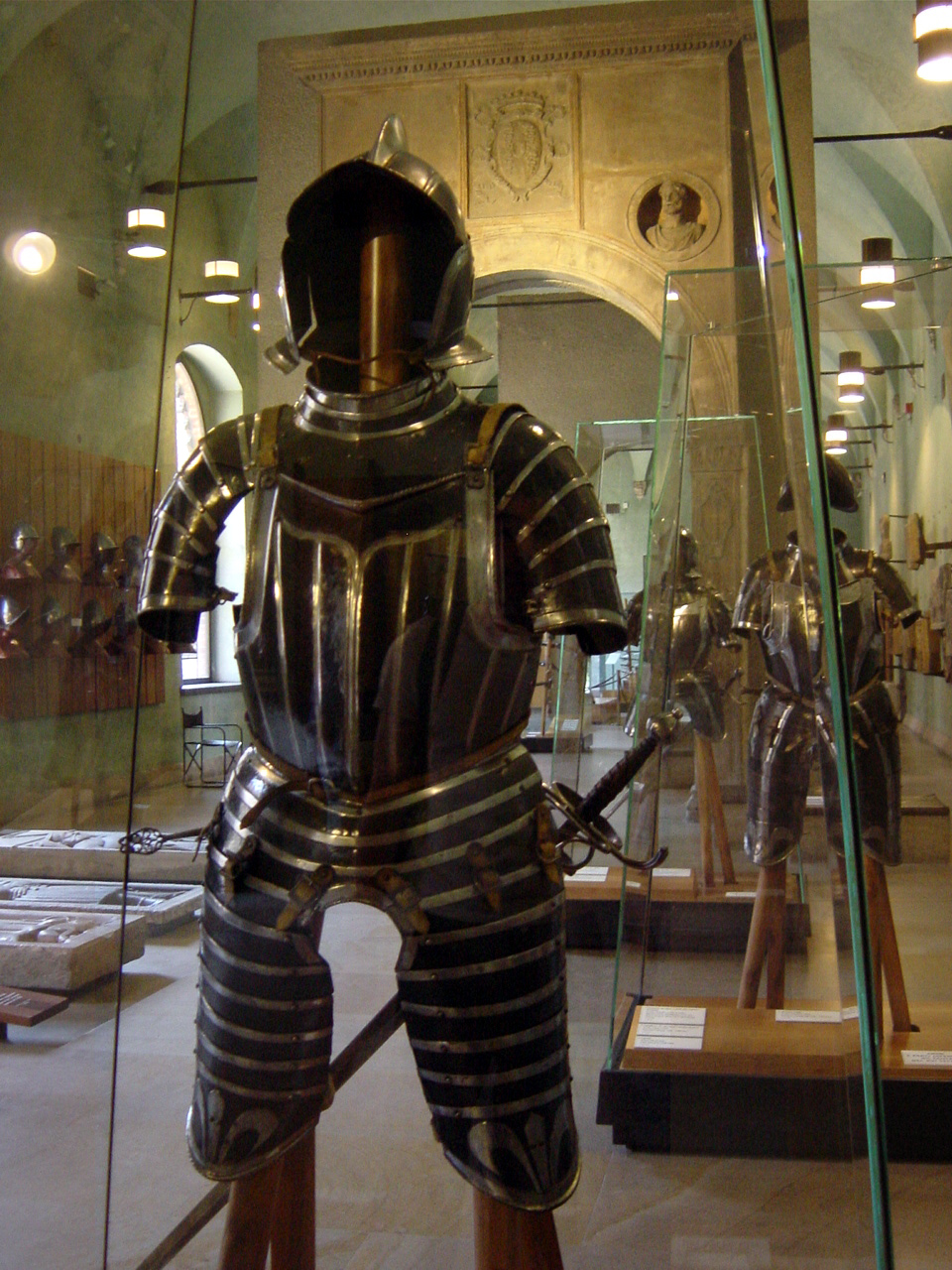
Panoplia da Reiter: la chiave per caricare la pistola spunta dalla falda a quattro lame della panziera - "Sala delle Armi" Museo del Castello Sforzesco di Milano
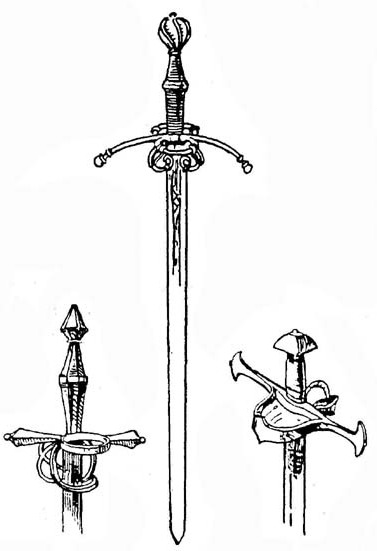
Reitschwert, spada da Reiter.
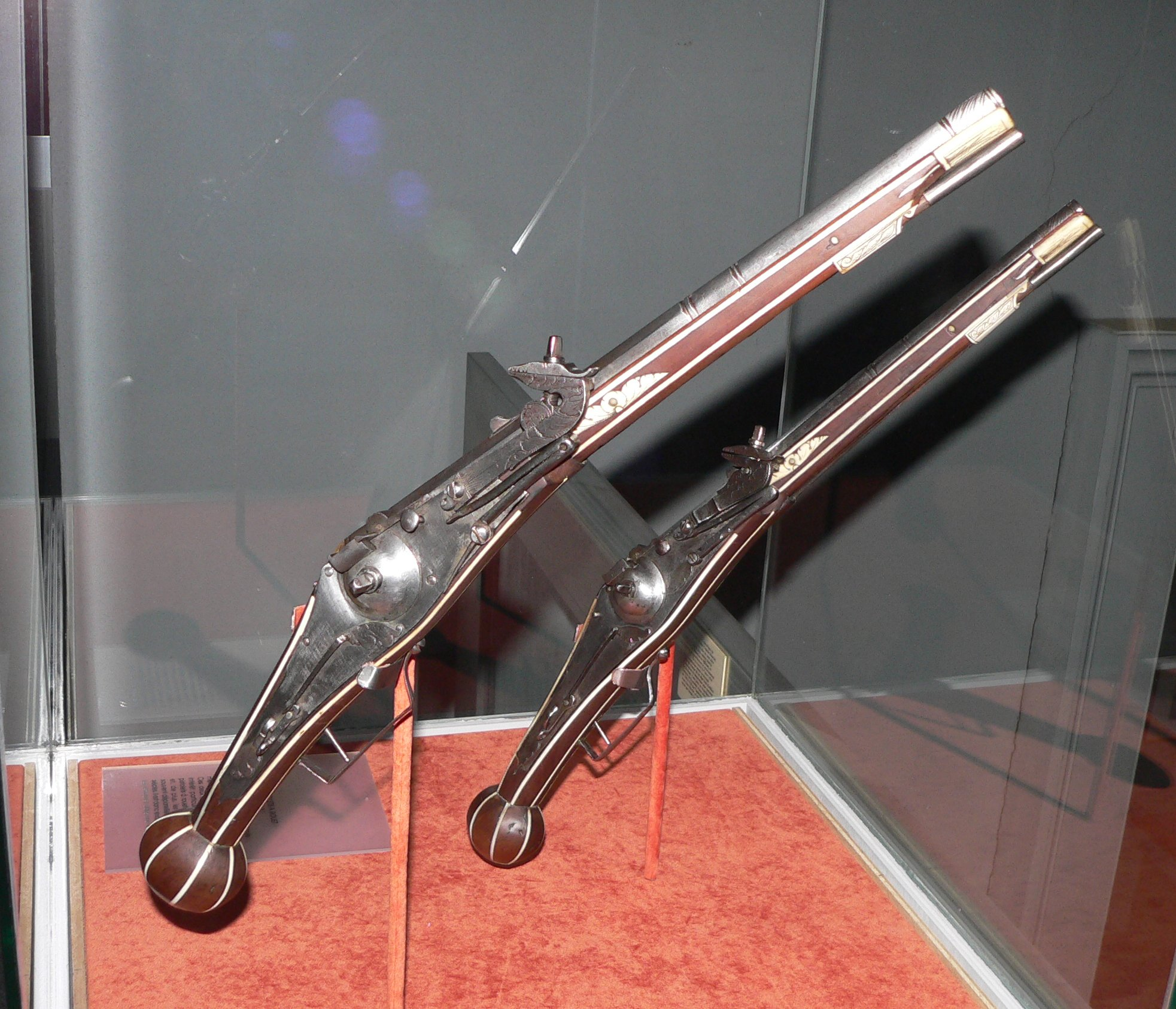
Coppia di pistole a ruota. La più grande è una Reiterpistole.

## Tattica

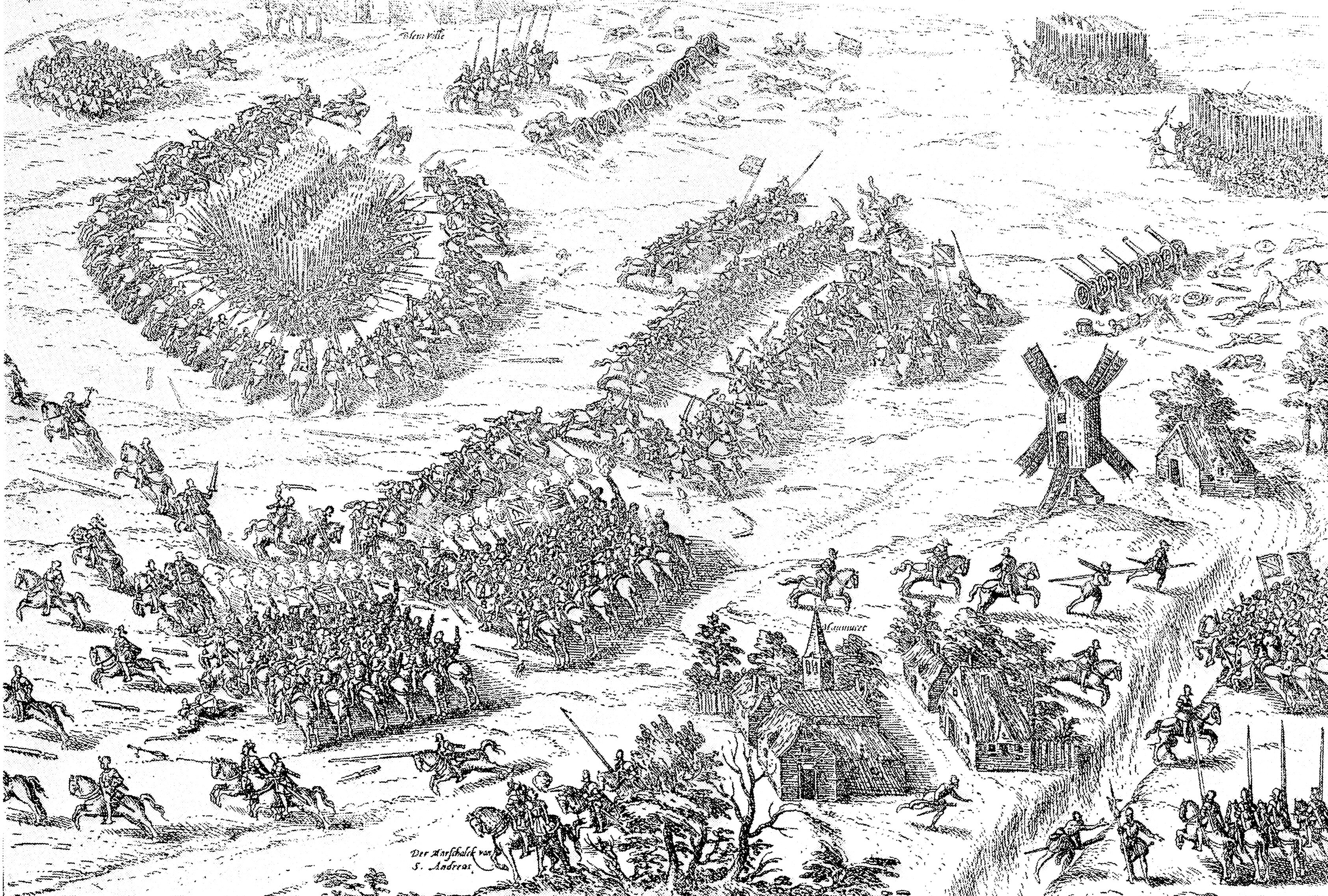
I reiter nella Battaglia di Dreux.

In generale, i reiter dovevano essere in grado di impegnare i loro avversari sia con le armi da fuoco che con la spada. Nel XVI secolo e fino al 1620 circa, le unità di reiter erano spesso schierate in blocchi profondi una dozzina di linee e usavano le loro armi da fuoco in un attacco, detto caracollo, con lo scopo di creare il disordine nelle formazioni di fanteria nemiche, prima di caricarle ed impegnarle in un combattimento corpo a corpo.
Comandanti intraprendenti, come Enrico IV di Francia e Gustavo II Adolfo di Svezia, preferirono impiegare i loro reiter e altri tipi di cavalleria pesante in modo più aggressivo, ordinando loro di scaricare sul nemico le loro pistole a bruciapelo (specialmente contro nemici ben corazzati) o invece di utilizzare le loro spade. Utilizzando una o entrambe queste tattiche, i reiter potevano risultare incredibilmente efficaci, se correttamente utilizzati. Un caso particolare in proposito, è quello della battaglia di Turnhout della guerra degli ottant'anni, nella quale una forza di Ruyters olandesi, sotto il comando di Maurizio di Nassau, sconfisse la cavalleria spagnola, per poi impegnare con successo la fanteria nemica con una combinazione di raffiche di pistola e cariche spada alla mano.